# آرتارم
آرتارم (به پارسی باستان: Artareme، به یونانی: Artarios) (قرن پنجم پیش از میلاد) یک شاهزاده هخامنشی و پسر خشایارشا از یک همسر ناشناخته بود.
آرتارم در زمان حکومت اردشیر یکم و داریوش دوم، ساتراپ بابل بود. در زمان شورش بغابوخش دوم علیه اردشیر، او با سپاهیانش در نزدیکی سوریه از بغابوخش شکست خورد و بعداً در آشتی میان بغابوخش و اردشیر نقش مهمی داشت و هم‌چنین در جریان قیام داریوش دوم، آرتارم یکی ازحامیان مهم او بود.

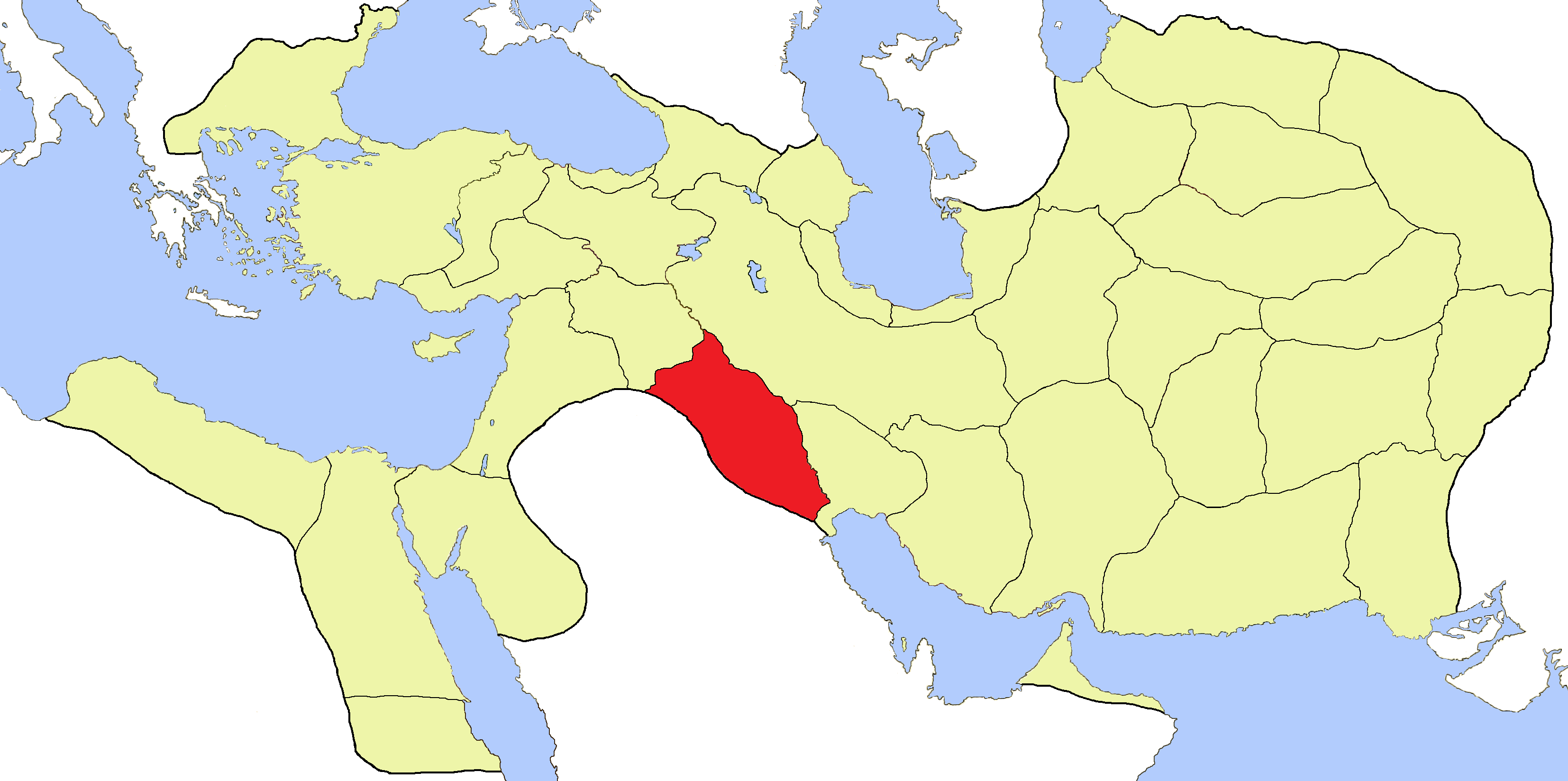
جایگاه ساتراپی بابل در قلمرو هخامنشیان

نقش او در کودتا سال ۴۶۵ پ.م. زمانی که خشایارشا و داریوش برادر بزرگترش کشته شدند، مشخص نیست. نام آرتارم و همچنین پسرش مینوستان بارها در اسناد خاندان بانکی موراشو مربوط به سال ۴۳۱–۴۲۴ پیش از میلاد، گردآوری و ذکر شده‌است.
به گفته کتزیاس، آرتارم در حدود سال ۴۴۹ پ.م. به عنوان میانجی در مذاکرات میان اردشیر و ساتراپ شورشی سوریه بغابوخش، حضور داشت، پس از آن بغابوخش در دو نبرد پی در پی نیروهای دولتی را که علیه او بودند شکست داد. در همان زمان، پسر آرتارم به شدت مجروح شد. بغابوخش در جریان مذاکرات اعلام کرد که تنها در صورت «اعطای خودمختاری» آماده پذیرش صلح است. اماستری ملکه مادر، نیز همراه با دیگر نجیب‌زادگان ایرانی نیز پیشنهاد دادند، که آرتارم به عنوان ریاست هیئت مذاکره کننده سلطنتی فرستاده شود و پس از متقاعد کردن او با وعده‌های زیاد، بغابوخش نیز پذیرفت که صلح کند. پس از مرگ اردشیر و به سلطنت رسیدن داریوش دوم، دیگر نامی از آرتارم در منابع ذکر نشده‌است.